# New Haven (Vermont)
New Haven és una població dels Estats Units a l'estat de Vermont. Segons el cens del 2000 tenia 1.666 habitants.

## Demografia
Segons el cens del 2000, New Haven tenia 1.666 habitants, 613 habitatges, i 459 famílies. La densitat de població era de 15,4 habitants per km².
Dels 613 habitatges en un 37,4% hi vivien nens de menys de 18 anys, en un 64,1% hi vivien parelles casades, en un 7% dones solteres, i en un 25% no eren unitats familiars. En el 16% dels habitatges hi vivien persones soles el 5,1% de les quals corresponia a persones de 65 anys o més que vivien soles. El nombre mitjà de persones vivint en cada habitatge era de 2,72 i el nombre mitjà de persones que vivien en cada família era de 3,09.
Per edats la població es repartia de la següent manera: un 27% tenia menys de 18 anys, un 7,3% entre 18 i 24, un 29,3% entre 25 i 44, un 27% de 45 a 60 i un 9,5% 65 anys o més.
L'edat mediana era de 38 anys. Per cada 100 dones de 18 o més anys hi havia 105,8 homes.
La renda mediana per habitatge era de 47.014 $ i la renda mediana per família de 52.083 $. Els homes tenien una renda mediana de 33.352 $ mentre que les dones 22.721 $. La renda per capita de la població era de 21.321 $. Entorn del 3,8% de les famílies i el 5,1% de la població estaven per davall del llindar de pobresa.